# Theodor Westermann
Anton Marius Theodor Westermann (født 3. juni 1852 i Bogense, død 23. februar 1935 på Frederiksberg) var en dansk landøkonom og professor ved Landbohøjskolen. Han var far til søofficeren og politikeren Carl Westermann.

## Karriere
Th. Westermann var søn af tøjfabrikant og farver, senere proprietær, Carl Heinrich Westermann og Severine Marie f. Steentoft. Han kom, 16 år gammel, til landbruget, som han først lærte på faderens gård i Vendsyssel. I 1873 blev han overforvalter på Rosvang under N. P. J. Buus, derefter forvalter på den udtørrede Søborg Sø i Nordøstsjælland, 1876 bestyrer af Dronninggård, Frederikslund og Kaningården ved Holte. Med den stærke trang til kundskaber, der altid var et særkende for Westermann, opsagde han imidlertid efter nogle års forløb pladsen og rejste til København, tog her først præliminæreksamen, 1883 landbrugseksamen med udmærkelse og 1885 landinspektøreksamen.
På opfordring af professor B.S. Jørgensen uddannede han sig nu videre med det mål for øje efter Jørgensen at overtage stillingen som lærer i landbrugsøkonomi. Samtidig studerede han til og tog artium og filosofikum, og 1888 tiltrådte han, uden forudgående konkurrence, den ovennævnte stilling. Han udnævntes 1892 til lektor og 1896 til professor.

## Forfatterskab
Der foreligger fra Westermanns hånd en talrig mængde meget instruktive afhandlinger samt det af Landbohøjskolen udgivne Skrift Undersøgelser over Typer af danske Jorder. Hovedledelsen af det 3 bind store, monumentale værk Landmandsbogen. Raadgiver for den danske Landmand og hans Husstand ved den daglige Gjerning, som han sammen med Harald Goldschmidt udgav i 1891-97, forestodes af Westermann, der til værket udarbejdede store afsnit vedrørende plantekultur, jorddyrkning, mosekultur, gødning og så videre.

## Tillidshverv
Jævnsides med sin omfattende pædagogiske og litterære virksomhed udførte Westermann et meget betydeligt arbejde i landbrugets foreningsliv, der på flere områder nød gavn af hans initiativrige natur. Han blev formand for Frøkontrolkommissionen, Foreningen af danske Landbrugskandidater og de Samvirkende Sjællandske Landboforeningers planteavlsudvalg, han var medlem af Landhusholdningsselskabets bestyrelsesråd, Statens Planteavlsudvalg, Hedeselskabets moseudvalg, Fællesudvalget for Mosedyrkning og La commission internationale d’agriculture. Desuden var han i en periode bestyrelsesmedlem af de Samvirkende Sjællandske Landboforeninger og Kjøbenhavns Amts Landboforening og medlem af talrige udvalg og komiteer, således af Komiteen for Danmarks Deltagelse i Verdensudstillingen i Paris 1900. 3 gange var han den danske regerings repræsentant ved internationale landbrugskongresser, nemlig i Brüssel 1895, i Paris 1900 og i Rom 1903.

## Rådgiver i mosespørgsmål
Spørgsmålet om mosernes udnyttelse rejste han allerede i 1887, efter at det havde ligget stille i over en halv snes år, og han var Enrico Mylius Dalgas' rådgiver i mosespørgsmålet fra 1889, da Hedeselskabet optog mosesagen, til Dalgas' død. Gennem foreningsarbejdet og på anden måde kunne Westermann altid vedligeholde en levende forbindelse med det praktiske agerbrug, og ved talrige rejser i udlandet kunne han erhverve sig et nøje kendskab til dettes landbrug.

## Hæder
Han blev Ridder af Dannebrog 1900, Dannebrogsmand 1917, Kommandør af 2. grad 1919 og af 1. grad 1933.
Westermann er begravet på Vestre Kirkegård.
Han er gengivet i xylografi. Buste af Rasmus Andersen fra 1913, i marmor 1924 (Det Biovidenskabelige Fakultet for Fødevarer, Veterinærmedicin og Naturressourcer). Fotografier af Sophus Juncker-Jensen, den ene fra 1897.